# Marco Colli
Marco Colli (Firenze, 1950) è un regista cinematografico, regista televisivo e sceneggiatore italiano.

## Biografia
Alla fine degli anni '60 Colli ha lavorato come attore e regista teatrale in vari teatri, come i teatri stabili di Roma, Bolzano e Trieste, in particolare con Gabriele Lavia e Alessandro Fersen. Fin dagli anni ’70 ha lavorato come regista, sceneggiatore ed autore in cinema, teatro e televisione realizzando quattro lungometraggi, molti documentari e serie televisive come regista e sceneggiatore. Negli anni '80 si dedica al cinema, inizialmente come sceneggiatore per Cinzia TH Torrini e altri.
Esordisce come regista con il cortometraggio Modi di vivere, dedicato a suo padre, il filosofo e filologo Giorgio Colli.
In seguito, ha lavorato per la televisione, ma anche per il cinema realizzando quattro film.
Per Radio Rai e per la RSI Radio Svizzera Italiana, ha realizzato molti radiodrammi.

## Filmografia

### Regista
- Modi di vivere - cortometraggio (1980)
- Nell'uovo d'argento - serie TV (1984)
- Riso in bianco - Nanni Moretti atleta di se stesso - film TV (1984)
- Giovanni Senzapensieri (1986)
- Naufraghi sotto costa (1992)
- Croce e delizia (1995)
- La coincidenza, episodio del film Intolerance (1996)
- Viva la scimmia (2002)
- La dolce via - cortometraggio (2003)
- Chiaro scuro - mediometraggio (2003)
- La spada di Artemisia - mediometraggio (2016)
- Fosco Maraini - Il Miramondo, coregia con Alberto Meroni - film TV (2018)

### Sceneggiatore
- Modi di vivere, regia di Marco Colli - cortometraggio (1980)
- Giocare d'azzardo, regia di Cinzia TH Torrini (1982)
- Nell'uovo d'argento, regia di Marco Colli - serie TV (1984)
- Riso in bianco - Nanni Moretti atleta di se stesso, regia di Marco Colli (1984)
- Giovanni Senzapensieri, regia di Marco Colli (1986)
- Stazione di servizio, regia di Felice Farina - serie TV (1989)
- Naufraghi sotto costa, regia di Marco Colli (1992)
- Croce e delizia, regia di Marco Colli (1995)
- La coincidenza, regia di Marco Colli, episodio del film Intolerance (1996)
- La terza luna, regia di Matteo Bellinelli (1997)
- Viva la scimmia, regia di Marco Colli (2002)
- La dolce via, regia di Marco Colli - cortometraggio (2003)
- Chiaro scuro, regia di Marco Colli (2003)
- Arrivederci amore, ciao, regia di Michele Soavi (2005)
- Il ribelle, regia di Giancarlo Bocchi - documentario (2011)
- La spada di Artemisia, regia di  Marco Colli - mediometraggio (2016)
- Fosco Maraini - Il Miramondo, regia di Marco Colli e Alberto Meroni - film TV (2018)
- Il mangiatore di pietre, regia di Nicola Bellucci (2018)

## Programmi televisivi
- Zeus - Le gesta degli dei e degli eroi (1991)

## Radio
- Il Nietzsche di Colli (2016)
- Il dottor Zivago (2017)
- Addio alle armi (2018)
- Gli Dei in esilio, ovvero la Grecia in 7 giorni, all inclusive (2020)
- Socrate (2021)